# Solenocera melantho
Solenocera melantho är en kräftdjursart som beskrevs av De Man 1907. Solenocera melantho ingår i släktet Solenocera och familjen Solenoceridae. Inga underarter finns listade i Catalogue of Life.